# Тіло Ірміш
Тіло Ірміш (нім. Thilo Irmisch); повне ім'я — Йоганн Фредерік Тіло Ірміш (нім. Johann Friedrich Thilo Irmisch; 14 січня 1816 — 28 квітня 1879) — німецький ботанік.
Ірміш вивчав теологію, філософію та природознавство в Галле-Віттенберзькому університеті. Він пройшов курс ботаніки з професора Д. фон Шлехтендаля, який пізніше став його другом. З 1855 року викладав у середній школі в Сондерсгаузені. У той же час він опублікував численні твори та книги з ботаніки, зокрема про морфологію рослин, наприклад «Beiträge zur vergleichenden Morphologie der Pflanzen» (Введення у порівняльну морфологію рослин), який опублікований у шести томах (1854—1878).

## Епоніми
На його честь було названо два роди рослин:
- Його друг і колишній вчитель фон Шлехтендаль назвав рід Irmischia, який згодом став синонімом роду Metastelma (Барвінкові (Apocynaceae)).
- Август Ейхлер назвав рід Thiloa (Комбретові (Combretaceae)) від імені Тіло Ірміша.